# Talenkauen santacrucensis
Il talenkauen (Talenkauen santacrucensis) era un dinosauro erbivoro appartenente agli ornitopodi, vissuto nel Cretaceo superiore (Maastrichtiano, circa 70 milioni di anni fa). I suoi resti sono stati ritrovati in Argentina.

## Descrizione
Questo dinosauro è conosciuto per uno scheletro quasi completo, mancante di parte della coda, del bacino e delle zampe anteriori. Il cranio era piuttosto piccolo e sorretto da un collo relativamente lungo e robusto, mentre il corpo era piuttosto snello e sorretto da due possenti zampe posteriori. Una particolare caratteristica di Talenkauen è data dalla presenza di piastre laterali poste tra le costole; queste piastre erano lunghe e sottili, molto simili a quelle presenti in un altro ornitopode non strettamente imparentato, l'ipsilofodontide Thescelosaurus. L'animale intero doveva essere lungo circa 4 metri e l'aspetto doveva essere simile a quello dei più antichi driosauridi, ma le zampe anteriori erano più lunghe ed era presente un robusto processo prepubico.

## Classificazione
Il talenkauen fa parte di un gruppo di dinosauri ornitopodi, noti come iguanodonti, che ebbero un notevole successo nel corso del Giurassico e del Cretaceo. Questa specie, vissuta alla fine dell'era dei dinosauri, conservava però numerose caratteristiche primitive, e la morfologia ricordava quella di Dryosaurus, vissuto oltre 70 milioni di anni prima. Un animale molto simile, vissuto sempre in Sudamerica, è Macrogryphosaurus.
Come molti animali gondwanici la sua classificazione sarà soggetta a ripensamenti non appena si avranno a disposizione maggiori dati e saranno stati scoperti i suoi parenti più prossimi. Infatti dire che il Talenkauen è un "iguanodonte primitivo" non vuol dire molto, visto che tra il Talenkauen e gli Iguanodonti basali intercorrono forse più di 80-90 milioni di anni. Si tratta con ogni probabilità di una linea di evoluzione divergente, tipica del Gondwana, una famiglia di ornitropodi per ora ancora in buona parte sconosciuta, che ha mantenuto alcuni caratteri "primitivi" degli iguanodontidi, ma ne ha acquisiti altri fortemente divergenti da quelli leurasiatici.
La patagonia non era piena di "fossili viventi", ma di dinosauri che si erano evoluti da famiglie dominanti anche nel nord del mondo durante la prima parte del Cretaceo, e che al principio della seconda parte di quel periodo si estinsero a nord della tetide.

## Stile di vita
Non è chiaro a cosa servissero le strane strutture intercostali; di sicuro non per difesa, data l'estrema fragilità. È possibile che fossero connesse con l'attività respiratoria, anche se alcuni studiosi hanno ritenuto che potessero rappresentare processi uncinati analoghi a quelli degli uccelli. A causa della natura fragile di queste piastre, è possibile che strutture analoghe fossero presenti anche in altri ornitopodi ma che durante il processo di fossilizzazione siano andate perdute. In ogni caso, Talenkauen era un erbivoro che probabilmente si cibava di fronde, che poteva afferrare e portare alla bocca grazie ai lunghi arti anteriori.